# Vzmorye
Vzmorye (en ruso: Взморье), conocida de manera oficial hasta 1938 como Groß Heydekrug (en alemán: Groß Heydekrug; en lituano: Grosheidekrugas, en polaco: Zajazdowo) y renombrada brevemente como Großheidekrug, es una localidad rural situada en el oeste del municipio de Svetly en el óblast de Kaliningrado, Rusia.

## Toponimia
El nombre alemán del pueblo, Groß Heidekrug, probablemente proviene de las palabras heide (tierra baldía) y krug (taberna), es decir, significa "taberna en la tierra baldía". Poco a poco, el significado original se perdió, se agregó la palabra Groß al nombre.

## Geografía
Vzmorye está ubicado en la región histórica de Sambia en la costa de la laguna del Vístula, a medio camino entre Kaliningrado (17 km) y Primorsk (18 km). 

## Historia
El antiguo Groß Heydekrug se construyó en la época de la Orden Teutónica en el área tribal prusia en un lugar conveniente con la instalación de una taberna que se arrendó. En la época alemana todavía existía un Heydekrug y había otros restaurantes. El lugar, cuyos habitantes en realidad se ganaban la vida con la pesca, se convirtió en un destino popular para la gente de Königsberg.
En 1874, Groß Heydekrug se incorporó al distrito recién establecido de Kaporn (en ruso Spaskoye, ya no existe en la actualidad). Pertenecía al distrito de Fischhausen en el distrito administrativo de Königsberg en la provincia prusiana de Prusia Oriental. El 18 de noviembre de 1889, el pueblo de Klein Heydekrug se incorporó a la comunidad rural de Groß Heydekrug, que tenía un total de 1.171 habitantes el 1 de diciembre de 1910. El 30 de septiembre de 1928, la comunidad rural de Kaporn, el distrito inmobiliario de Adlig Kaporn y Groß Heydekrug se fusionaron para formar la nueva comunidad rural de Groß Heydekrug. El 18 de mayo de 1930, Groß Heydekrug se convirtió en sede de un distrito administrativo, que se creó cambiando el nombre del anterior distrito administrativo de Kaporn. En ese momento, se incorporaron las dos comunidades rurales de Groß Heydekrug y Nautzwinkel (en ruso Shukovskoye, que ya no existe). La población aumentó a 2.064 en 1933 y ya era de 2.412 en 1939. El distrito, cuyo nombre fue cambiado a "Großheidekrug" el 26 de enero de 1939, al igual que el del municipio,  perteneció al distrito de Fischhausen hasta 1939, desde 1939 al distrito de Sambia y existió hasta 1945. 
El 30 de enero de 1945, el Ejército Rojo pudo avanzar desde el norte a través de Metgethen hacia Großheidekrug y la laguna, interrumpiendo así la conexión ferroviaria y por carretera entre Königsberg y el puerto marítimo de Pillau. El 19 de febrero, la Wehrmacht alemana logró retomar la región en feroces combates y así crear un corredor entre las dos ciudades durante semanas. El 14 de abril, Großheidekrug fue definitivamente ocupada por el Ejército Rojo.
Como resultado de la Segunda Guerra Mundial, Groß Heidekrug pasó a formar parte de la Unión Soviética con el resto del norte de Prusia Oriental en 1945. En 1947 el lugar recibió el nombre ruso de Vzmorye y también fue asignado al raión de Primorsk. La población alemana había huido o perecido y repoblado por inmigrantes de la Unión Soviética.  Desde 1994, el lugar pertenece al distrito urbano de Svetly.

## Demografía
En 1939 la localidad contaba con 2412 residentes. En el pasado la mayoría de la población estaba compuesta por alemanes, pero tras el fin de la Segunda Guerra Mundial fueron expulsados a Alemania y se repobló con rusos.
| Gráfica de evolución de Vzmorye entre 1910 y 2010 |
|                                                   |

## Infraestructura

### Arquitectura y monumentos
Groß Heydekrug recibió su propia iglesia con la inauguración ceremonial el 15 de noviembre de 1931. La iglesia de Groß Heydekrug era un edificio de ladrillo desnudo, cuyo interior podía ampliarse conectándolo con el salón parroquial. En lugar de una torre, la iglesia tenía una pequeña torreta con una campana donada por la iglesia madre en Medenau (hoy Logvino). Sufrió graves daños en los últimos meses de la guerra y las ruinas fueron demolidas en 1948. Hoy en día tiene dos iglesias ortodoxas rusas. 

### Educación
En Groß Heydekrug existía una escuela desde 1744.

### Transporte
La carretera comarcal 27A-016 atraviesa el que fue el pueblo más grande de la laguna del Vístula. La estación de tren más cercana es Lyublino en el ferrocarril Kaliningrado-Baltisk. 

## Galería

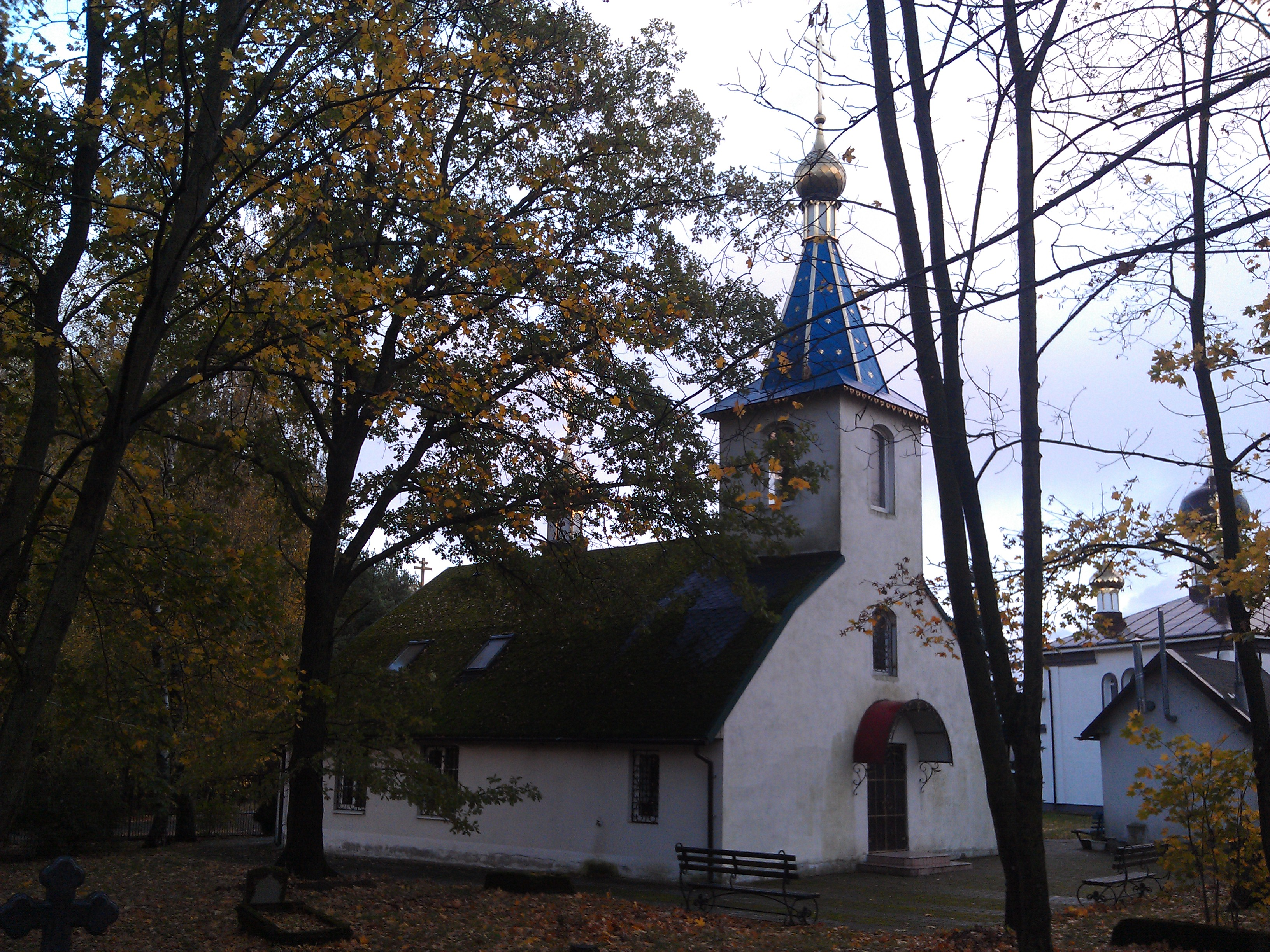
Iglesia ortodoxa de San Elías el Profeta de Vzmorye
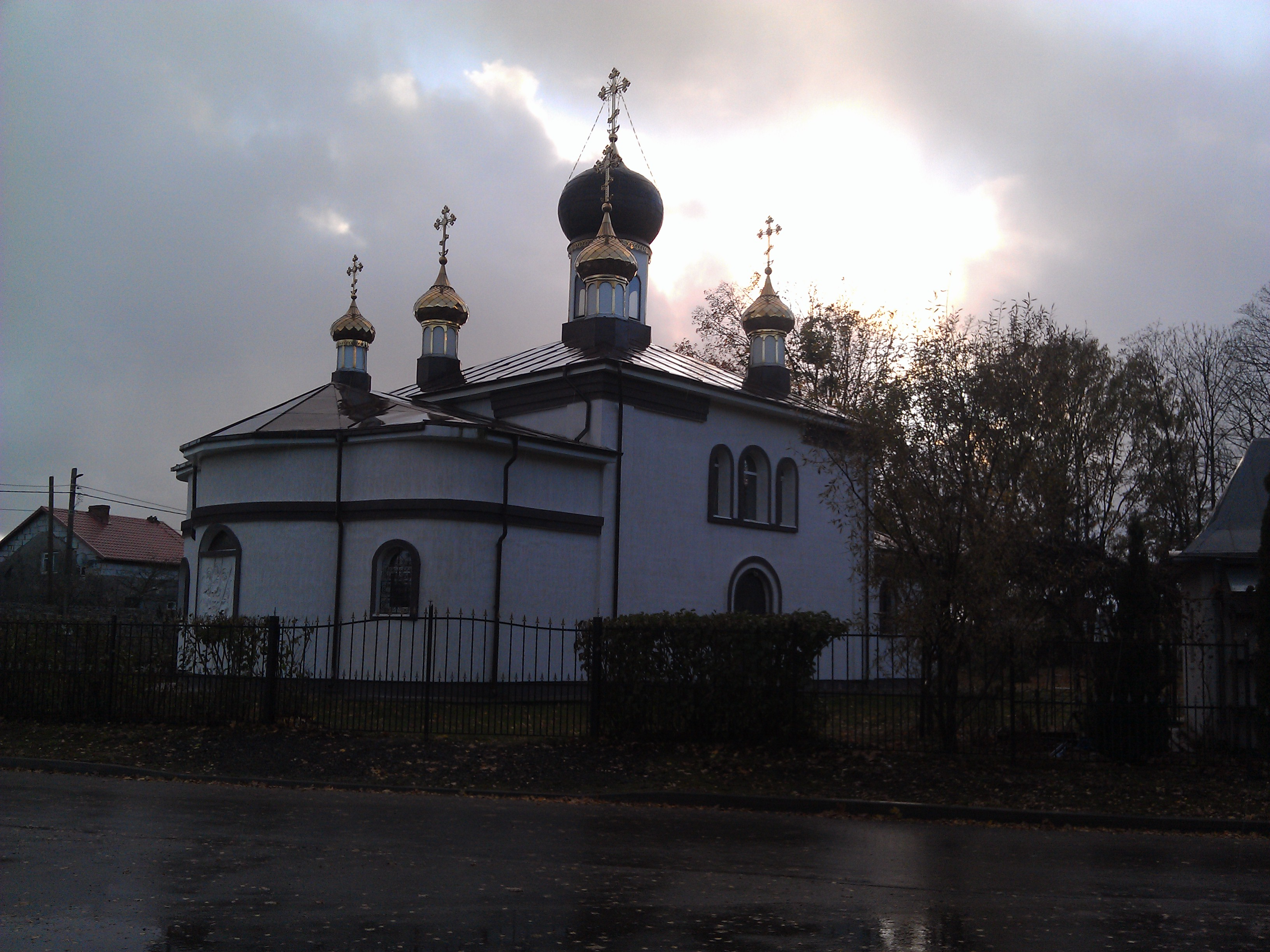
Iglesia ortodoxa de la Santísima Trinidad de Vzmorye
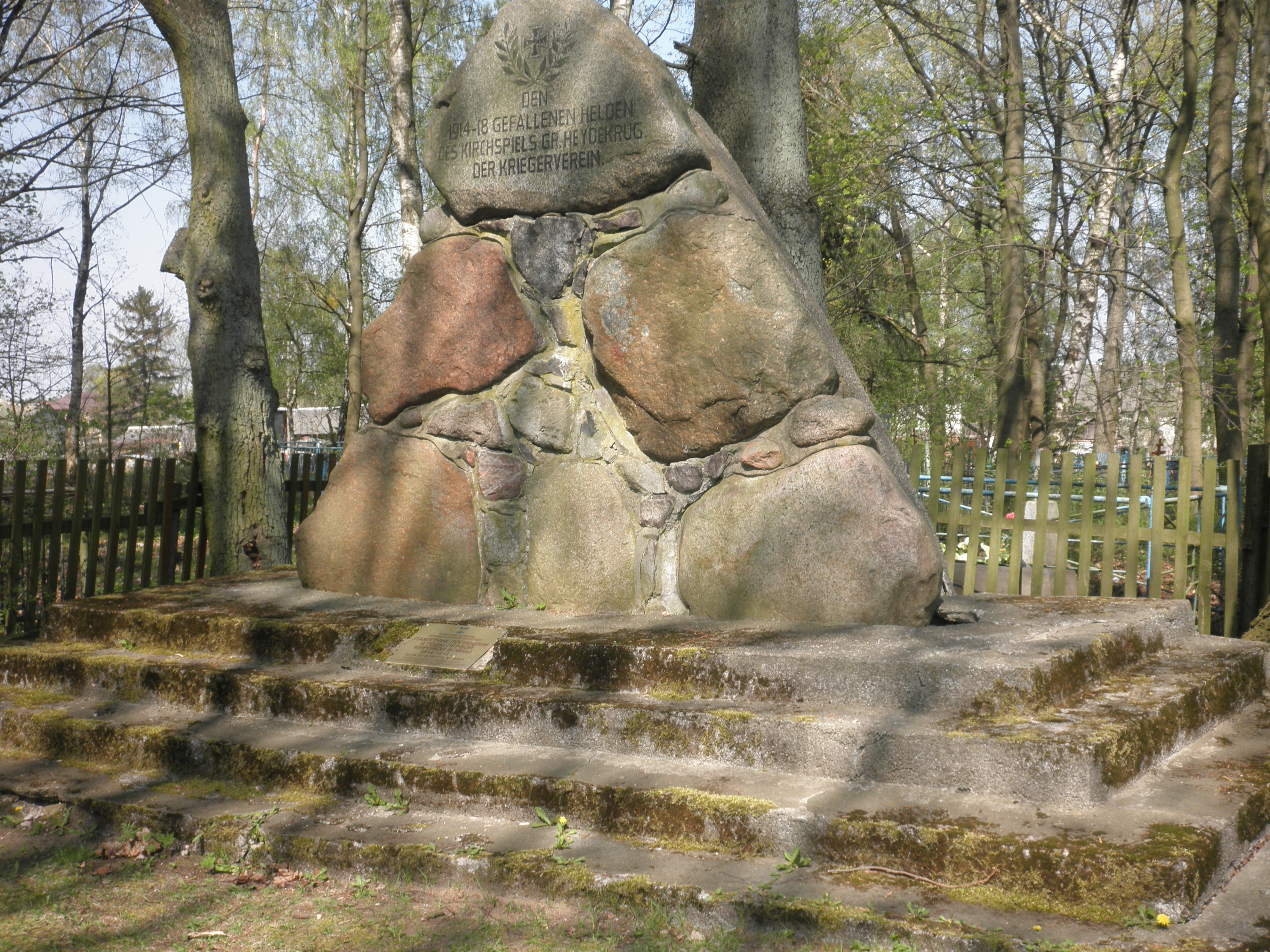
Memorial a los caídos en la Primera Guerra Mundial
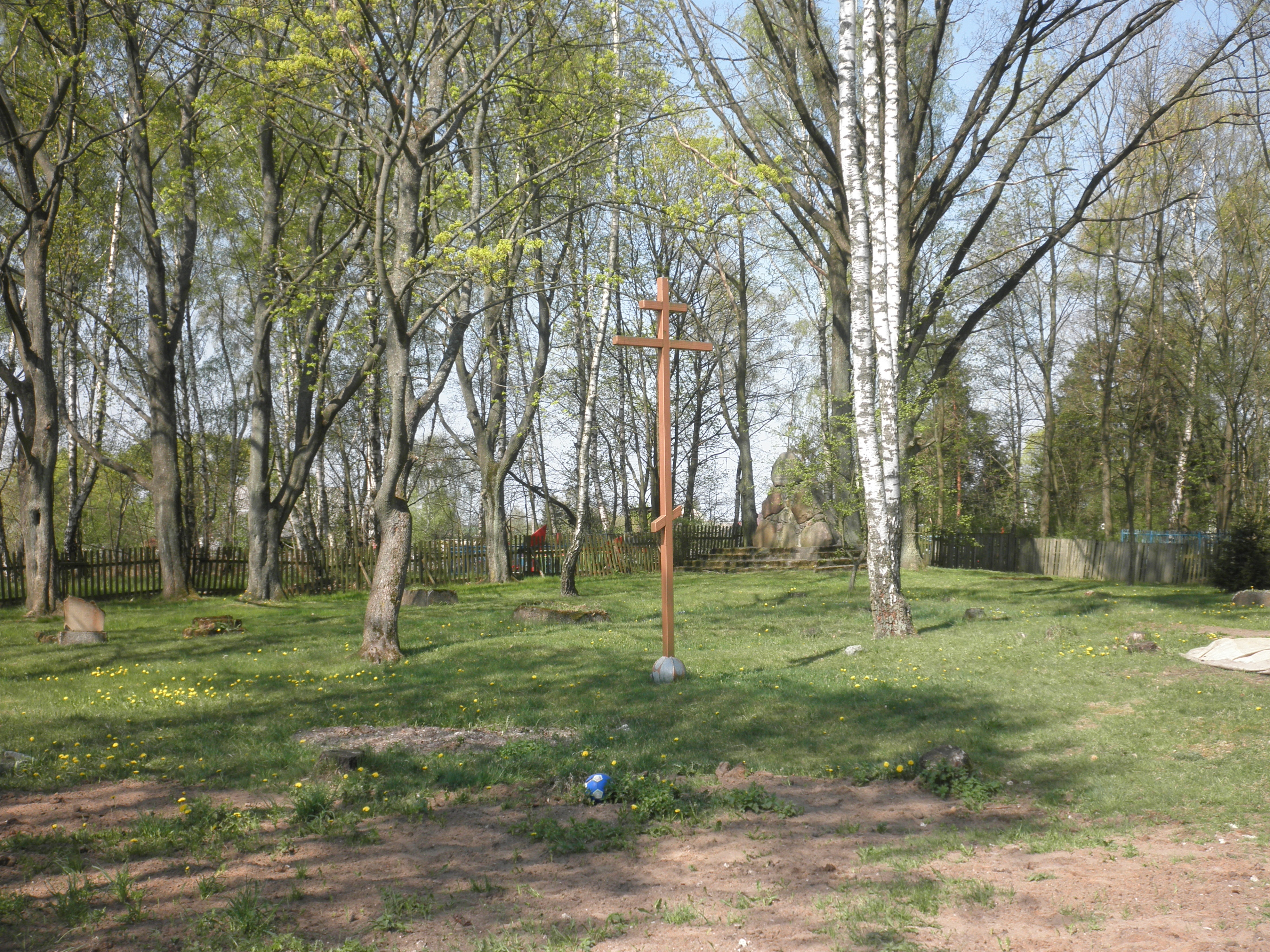
Cementerio alemán de Vzmorye
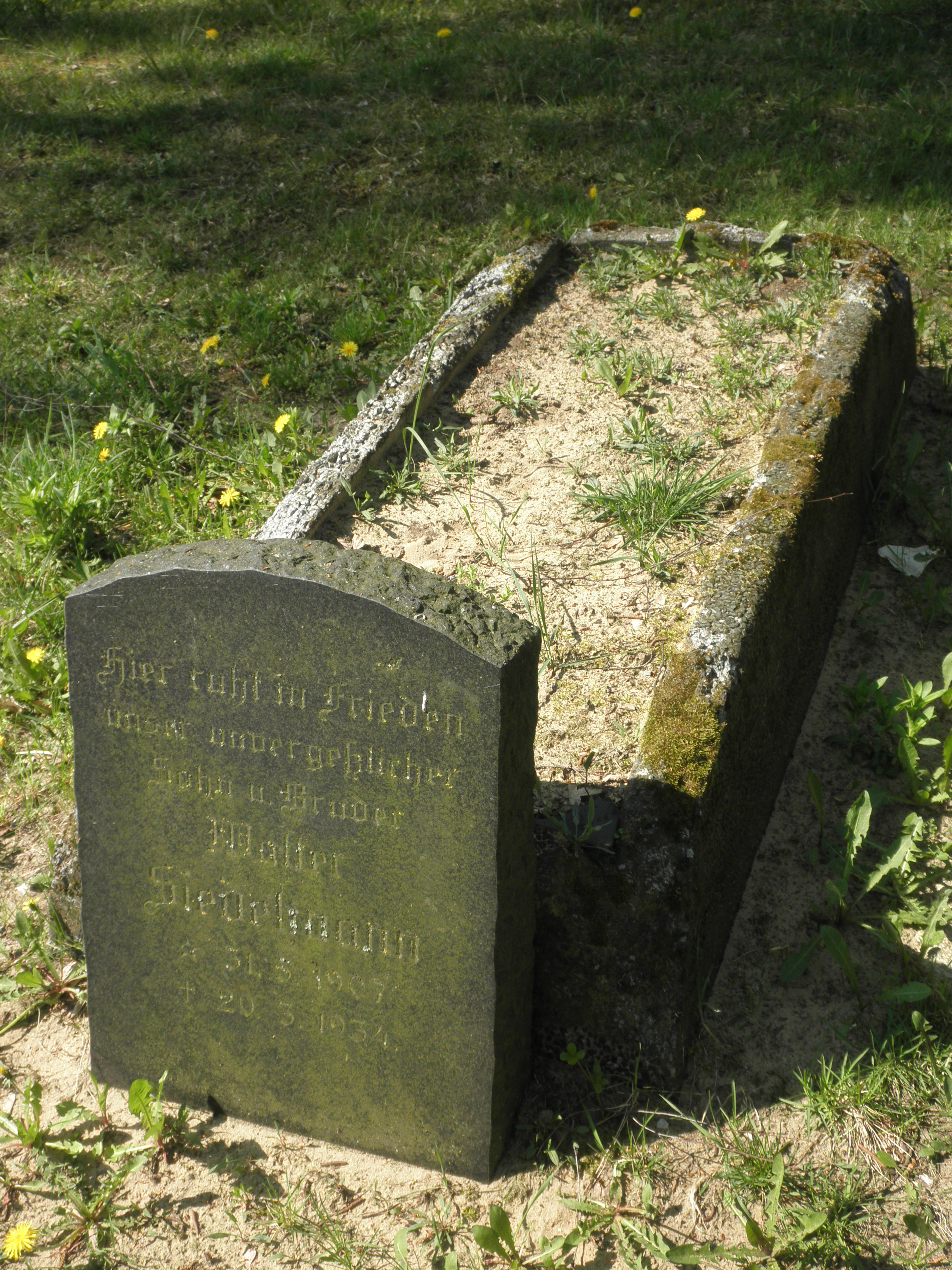
Última tumba alemana en el cementerio de Vzmorye